# Decorsea livida
Decorsea livida är en ärtväxtart som beskrevs av René Viguier. Decorsea livida ingår i släktet Decorsea, och familjen ärtväxter. Inga underarter finns listade i Catalogue of Life.